# Арктик-Виллидж (аэропорт)
Аэропорт Арктик-Виллидж (англ. Arctic Village Airport), (ИАТА: ARC, ИКАО: PARC, FAA LID: ARC) — гражданский аэропорт, расположенный в одной миле (1,8 километрах) к юго-западу от центрального делового района города Арктик-Виллидж (Аляска), США.

## Операционная деятельность
Аэропорт Арктик-Виллидж располагается на высоте 638 метров над уровнем моря и эксплуатирует одну взлётно-посадочную полосу:
- 2/20 размерами 1372 x 23 метров с гравийным покрытием.[1]

За период с 31 декабря 2005 года по 31 декабря 2006 года Аэропорт Арктик-Виллидж обработал 1 627 операций взлётов и посадок самолётов (135 операций ежемесячно). Из них 89 % пришлось на аэротакси и 11 % — на авиацию общего назначения.
Принимает ВС
Cessna 208